# Klinkeberg
De Klinkeberg is een heuvel in het Heuvelland gelegen nabij Beek in het zuiden van de Nederlandse provincie Limburg. De voet van de klim start op hetzelfde punt als de Adsteeg.

## Wielrennen
Na ongeveer 200 meter klimmen is er over circa 100 meter een paar meter afdaling waarna de klim weer aanvangt.